# Michael Rastl
Michael Rastl (* 1948 in Bad Ischl) ist ein österreichischer Schauspieler und Hörspielsprecher.

## Leben
Nachdem Michael Rastl in seiner Geburtsstadt die Matura abgelegt hatte, absolvierte er von 1966 bis 169 ein Schauspielstudium am Wiener Max Reinhardt Seminar. Er spielte danach zunächst an bundesdeutschen Bühnen wie dem Deutschen Schauspielhaus in Hamburg, den Bühnen der Stadt Köln, dem Schauspielhaus Bochum, dem Münchner Residenztheater und dem Staatstheater Stuttgart sowie in der Schweiz am Schauspielhaus Zürich, ehe er 1990 nach Österreich zurückkehrte und 15 Jahre lang am Volkstheater Wien engagiert war. Weitere Verpflichtungen hatte Rastl an der Landesbühne Hannover sowie in Berlin an der dortigen Schaubühne und dem Renaissance-Theater. Rastl spielte die Titelrolle in Ibsens Baumeister Solness, war in Tod eines Handlungsreisenden von Arthur Miller, in Kleists Penthesilea oder Strindbergs Totentanz zu sehen.
Michael Rastl erhielt während seiner Bühnenlaufbahn mehrere Auszeichnungen, unter anderem 1989 den Großen Hersfeld-Preis für seine Darstellung des Matti in dem Brecht-Stück Herr Puntila und sein Knecht Matti bei den Bad Hersfelder Festspielen.
Häufig arbeitet Michael Rastl auch für Film und Fernsehen. So stand er beispielsweise für den Kinofilm In 3 Tagen bist du tot unter der Regie von Andreas Prochaska vor der Kamera und war gastweise in verschiedenen Fernsehserien zu sehen, darunter mehrfach in Kommissar Rex, Der Bergdoktor und SOKO Wien sowie in dem ersten Schimanski-Tatort Duisburg-Ruhrort.
Auch als Hörspielsprecher ist Rastl tätig, u. a. wirkte er 1986 in der mehrteiligen Produktion Schleuse zur Zukunft des Süddeutschen Rundfunks mit, ab den 1990er Jahren arbeitete er für den ORF.
Michael Rastl lebt in Wien.

## Filmografie (Auswahl)
- 1979: St. Pauli-Landungsbrücken – Begegnung
- 1979: Périchole
- 1981: Tatort – Duisburg-Ruhrort
- 1985: Rauhnacht
- 1986: Der Fahnder – Lauter gute Freunde
- 1993: Tatort – Stahlwalzer
- 1992: Operation Radetzky: Widerstand gegen Hitler
- 1994: Kommissar Rex – Ein perfekter Mord
- 1995: Lieben wie gedruckt – Trennungsschmerzen
- 1996: Tatort – Kolportage
- 1996: Kommissar Rex – Todesrennen
- 1997: Stockinger – Tod in Saalbach
- 1997–2005: Der Bergdoktor (6 Folgen als Hans Berger)
- 1998: Schlosshotel Orth – Das Findelkind
- 1998: Die Neue – Eine Frau mit Kaliber – Der schwarze Hai
- 1999: Medicopter 117 – Jedes Leben zählt – In letzter Sekunde
- 2000: Jedermann
- 2001: Dolce Vita & Co – Obdachlos
- 2002: Julia – Eine ungewöhnliche Frau – Eine schwere Entscheidung
- 2003: Aus Liebe zu Deutschland – Eine Spendenaffäre
- 2004: Kommissar Rex – Sein letzter Sonntag
- 2004: Einsatz in Hamburg – Bei Liebe Mord
- 2005: SOKO Wien – Menschenjagd
- 2005: Spiele Leben
- 2006: Schlosshotel Orth – Klartext
- 2007: Zodiak – Der Horoskop-Mördre
- 2008: Darum
- 2009: Kleine Fische
- 2009: Der Fall des Lemming
- 2010: Ensemble
- 2010: SOKO Wien – Mord aus dem Jenseits
- 2013: Der Wagner-Clan. Eine Familiengeschichte
- 2014: SOKO Wien – Mörderspiel
- 2016: Jetzt ist die Sonne weg
- 2017: Tatort – Borowski und das dunkle Netz
- 2018: SOKO Wien – Nachts in Friedensruh

## Hörspiele (Auswahl)
- 1985: Old Charlie – Regie: Walter Adler
- 1985: Jonina auf See – Regie: Ursula Langrock
- 1986: Carmen in Peking – Regie: Ursula Langrock
- 1986: Einladung zur Jagd – Regie: Ulrich Heising
- 1986: Die Schauspieler im Glück – Regie: Otto Düben
- 1986: Schleuse zur Zukunft (12-teilige Serie) – Regie Hans-Peter Schnicke
- 1988: Durch dick und dünn – Regie: Hartmut Kirste
- 1993: Rotwein für den Abschied – Regie: Hans Krendlesberger
- 1995: Rorschachtest – Regie: Götz Fritsch
- 1995: Lafnitz – Regie: Götz Fritsch
- 1997: Der Traum vom Glück – Regie: Götz Fritsch
- 1998: Ausrangiert – Regie: Renate Pittroff

## Auszeichnungen
- 1989: Großer Hersfeld-Preis
- 1993: Karl-Skraup-Preis für die Spielzeit 1992/93 am Volkstheater Wien
- 2007: Kulturehrenzeichen der Stadt Bad Ischl[1]